# Eishockey-Bundesliga 1983/84
Die Saison 1983/84 der Eishockey-Bundesliga war die 26. Spielzeit der höchsten deutschen Eishockeyliga. Deutscher Meister wurde der Kölner EC, der den Titelverteidiger EV Landshut in der Finalserie besiegen konnte und damit seinen dritten Deutschen Meistertitel feierte. Da sich sowohl der ECD Iserlohn als auch der zehnfache Meister SC Riessersee, dieser allerdings nur drei Jahre nach dem letzten Titelgewinn, in der Relegationsserie behaupten konnten, gab es in dieser Spielzeit keinen sportlichen Absteiger. Da dem ERC Freiburg aus finanziellen Gründen jedoch die Lizenz für die Folgesaison verweigert wurde, konnte der EHC Essen-West als Drittplatzierter der Relegation in die Bundesliga aufrücken.
Aufgrund des olympischen Eishockeyturniers in Sarajevo gab es zudem in dieser Saison erhebliche Änderungen im Play-off-Modus.

## Voraussetzungen

### Teilnehmer
Folgende zehn Vereine nehmen an der Eishockey-Bundesliga 1983/84 teil (alphabetische Sortierung mit Vorjahresplatzierung):
| Klub             | Standort               | Vorjahr    | Play-offs           |
| ---------------- | ---------------------- | ---------- | ------------------- |
| Düsseldorfer EG  | Düsseldorf             | 8.         | Viertelfinale       |
| ERC Freiburg     | Freiburg               | Aufsteiger | –                   |
| ECD Iserlohn     | Iserlohn               | 9.         | Relegation 1. Platz |
| ESV Kaufbeuren   | Kaufbeuren             | 6.         | Viertelfinale       |
| Kölner EC        | Köln                   | 4.         | Halbfinale 4. Platz |
| EV Landshut      | Landshut               | 1.         | Deutscher Meister   |
| Mannheimer ERC   | Mannheim               | 2.         | Finale              |
| SC Riessersee    | Garmisch-Partenkirchen | 7.         | Viertelfinale       |
| SB Rosenheim     | Rosenheim              | 3.         | Halbfinale 3. Platz |
| Schwenninger ERC | Schwenningen           | 5.         | Viertelfinale       |

### Modus
Aufgrund der Olympischen Winterspiele im Februar in Sarajevo, für die sich die deutsche Nationalmannschaft hatte qualifizieren können, gab es in der Bundesligasaison 1983/84 erhebliche Veränderungen im Play-off-Modus. Aufgrund der deutschen Teilnahme am olympischen Turnier musste die Saison unterbrochen werden, sodass es nach Abschluss der Doppelrunde eine mehrwöchige Pause im Spielbetrieb gab. Während der Olympia-Pause wurde der Deutsche Eishockey-Pokal mit dem Charakter eines Überbrückungsturniers ausgetragen, bei dem nicht nur die Nationalspieler fehlten, sondern auch immer wieder Spieler geschont wurden, sodass zahlreiche Juniorenspieler zum Einsatz kamen.
Der Deutsche Eishockey-Bund beschloss aufgrund der hohen Belastung für die Nationalspieler und um den Mannschaften die Gelegenheit zu geben, sich wieder einzuspielen, anstelle des Viertelfinales Gruppenspiele durchzuführen. Die besten acht Mannschaften der Doppelrunde spielten zunächst in zwei Gruppen mit je vier Mannschaften. Die beiden Erstplatzierten jeder Gruppe qualifizierten sich für das Halbfinale, das wie das Finale im Modus „Best-of-Five“ ausgetragen wurde. Nicht unumstritten blieb die Regel, dass für den Vorteil, das letzte entscheidende Spiel auf dem eigenen Eis austragen zu dürfen, nicht die Platzierung in der Doppelrunde, sondern die Platzierung in den Gruppenspielen ausschlaggebend war. Insbesondere der Mannheimer ERC legte beim DEB Protest gegen dieses Prinzip ein.
Auch bei den Spielen um Platz 3 und die Plätze 5 bis 8 gab es eine Änderung. Sie wurden nicht mehr im Modus „Best-of-Three“, sondern nach der Europapokalregel, also in einem Hin- und Rückspiel bei Berücksichtigung der Tordifferenz, ausgetragen. In der Auf- und Abstiegsfrage wurde der Direktaufstieg des Zweitliga-Meisters wieder abgeschafft. Der Meister musste wie die Zweit-, Dritt- und Viertplatzierten der 2. Bundesliga in die Relegation, an der auch der Neunt- und Zehntplatzierte der 1. Bundesliga teilnahmen. Die Zahl der Teilnehmer an der Relegationsrunde erhöhte sich dadurch auf sechs Teams. Die ersten beiden der Relegation qualifizierten sich für die kommende Erstligasaison.
Zum einen erfüllte der neue Play-off-Modus sein Ziel, den Spitzenmannschaften etwas Zeit zum Einspielen zu verschaffen. Die Ergebnisse zeigten zwar, dass die starken Mannschaften zu Beginn tatsächlich spielerische Defizite aufzuweisen hatten, aber am Ende setzten sich drei der vier Erstplatzierten der Doppelrunde durch, lediglich der SB Rosenheim schied gegen den schlechter platzierten ESV Kaufbeuren aus. Allerdings erfüllten sich die Zuschauererwartungen nicht, sodass bereits in der folgenden Spielzeit größtenteils zum alten Modus zurückgekehrt wurde.

### Transfers
Mit Erich Weißhaupt wechselte einer der dominierenden Torhüter von Mannheim nach Düsseldorf und ersetzte dort Helmut De Raaf, seinen Ersatzmann in der Nationalmannschaft, der nach Köln wechselte. Dort ersetzte er Sigmund Suttner, der gemeinsam mit dem Verteidiger Mike Ford und Jörg Hiemer zum Aufsteiger Freiburg wechselte. Die freie Torwartposition in Mannheim besetzte Beppo Schlickenrieder, der zusammen mit Franz Jüttner vom Absteiger aus Füssen kam. Vom EC Bad Tölz holte man Andreas Niederberger nach Mannheim, der den nach Rosenheim gegangenen Rainer Blum ersetzte. Sonst setzte man in Rosenheim auf junge Talente und holte aus Bad Tölz Axel Kammerer sowie Georg Franz vom EHC Straubing. Mit Rainer Lutz aus Kaufbeuren wechselte auch wieder ein junger bayrische Verteidiger zur Düsseldorfer EG, die mit Peter John Lee auch einen NHL-erfahrenen Stürmer holte. Der Verteidiger Joachim Reil, Nationalspieler von Riessersee, wechselte nach Iserlohn, wo man mit Paul Messier den älteren Bruder des NHL-Stars Mark Messier verpflichtet hatte. In Schwenningen hatte man mit Danny Held einen Deutsch-Kanadier verpflichtet, der nach seinem Engagement in der Saison 1980/81 beim Berliner Schlittschuhclub zwei Jahre in der American Hockey League versucht hatte, den Sprung in die NHL zu schaffen. Landshut musste den Abgang der Laycock-Brüder Bob und Robin verkraften und verpflichtete den Polen Henryk Pytel.

## Vorrunde

### Abschlusstabelle
|     | Klub             | Sp | S  | U  | N  | Tore    | Punkte |
| --- | ---------------- | -- | -- | -- | -- | ------- | ------ |
| 1.  | Mannheimer ERC   | 36 | 23 | 4  | 9  | 180:103 | 50:22  |
| 2.  | Kölner EC        | 36 | 21 | 6  | 9  | 155:116 | 48:24  |
| 3.  | SB Rosenheim     | 36 | 18 | 11 | 7  | 142:118 | 47:25  |
| 4.  | EV Landshut (M)  | 36 | 21 | 4  | 11 | 165:110 | 46:26  |
| 5.  | Schwenninger ERC | 36 | 16 | 4  | 16 | 127:109 | 36:36  |
| 6.  | ESV Kaufbeuren   | 36 | 13 | 6  | 17 | 143:165 | 32:40  |
| 7.  | ERC Freiburg (N) | 36 | 13 | 6  | 17 | 110:154 | 32:40  |
| 8.  | Düsseldorfer EG  | 36 | 11 | 3  | 22 | 102:157 | 25:47  |
| 9.  | ECD Iserlohn     | 36 | 10 | 4  | 22 | 114:134 | 24:48  |
| 10. | SC Riessersee    | 36 | 9  | 2  | 25 | 103:169 | 20:52  |

Abkürzungen: Sp = Spiele, S = Siege, U = Unentschieden, N = Niederlagen, (N) = Neuling, (M) = Titelverteidiger

Erläuterungen:       = Gruppenphase,       = Relegationsrunde.

### Beste Scorer
| Spieler             | Team           | Spiele | Tore | Assists | Punkte |
| ------------------- | -------------- | ------ | ---- | ------- | ------ |
| Erich Kühnhackl     | EV Landshut    | 36     | 27   | 46      | 73     |
| Gerd Truntschka     | Kölner EC      | 36     | 20   | 44      | 64     |
| Manfred Wolf        | Mannheimer ERC | 36     | 29   | 34      | 63     |
| Doug Berry          | Mannheimer ERC | 36     | 22   | 35      | 57     |
| Roy Roedger         | Mannheimer ERC | 34     | 20   | 37      | 57     |
| Henryk Pytel        | EV Landshut    | 36     | 35   | 18      | 53     |
| Helmut Steiger      | EV Landshut    | 36     | 34   | 19      | 53     |
| Horst Heckelsmüller | ESV Kaufbeuren | 36     | 26   | 25      | 51     |
| Bill Lochead        | Mannheimer ERC | 36     | 31   | 18      | 49     |
| Peter Obresa        | Mannheimer ERC | 32     | 28   | 20      | 48     |

### Beste Verteidiger
| Spieler        | Team           | Spiele | Tore | Assists | Punkte |
| -------------- | -------------- | ------ | ---- | ------- | ------ |
| Dieter Medicus | ESV Kaufbeuren | 36     | 9    | 26      | 35     |
| Harold Kreis   | Mannheimer ERC | 36     | 6    | 26      | 32     |
| Jamie Masters  | SB Rosenheim   | 36     | 16   | 13      | 29     |

## Relegationsrunde
Die Relegationsrunde wurde in einer Einfachrunde ausgespielt, sodass jede Mannschaft jeweils ein Heim- und ein Auswärtsspiel gegen die übrigen Vereine bestritt.

### Abschlusstabelle
|    | Klub           | Sp | S | U | N | Tore  | Punkte |
| -- | -------------- | -- | - | - | - | ----- | ------ |
| 1. | ECD Iserlohn   | 10 | 6 | 3 | 1 | 56:33 | 15:5   |
| 2. | SC Riessersee  | 10 | 6 | 1 | 3 | 42:24 | 13:7   |
| 3. | EHC Essen-West | 10 | 4 | 2 | 4 | 37:39 | 10:10  |
| 4. | Duisburger SC  | 10 | 4 | 1 | 5 | 47:55 | 9:11   |
| 5. | BSC Preussen   | 10 | 3 | 1 | 6 | 37:48 | 7:13   |
| 6. | SV Bayreuth    | 10 | 2 | 2 | 6 | 34:54 | 6:14   |

Abkürzungen: Sp = Spiele

Erläuterungen:       = im nächsten Jahr Bundesliga,       = im nächsten Jahr 2. Bundesliga.

## Gruppenphase

### Abschlusstabelle Gruppe A
|    | Klub             | Sp | S | U | N | Tore  | Punkte |
| -- | ---------------- | -- | - | - | - | ----- | ------ |
| 1. | EV Landshut (M)  | 6  | 4 | 0 | 2 | 35:19 | 8:4    |
| 2. | Mannheimer ERC   | 6  | 3 | 1 | 2 | 41:28 | 7:5    |
| 3. | Schwenninger ERC | 6  | 2 | 1 | 3 | 24:30 | 5:7    |
| 4. | Düsseldorfer EG  | 6  | 2 | 0 | 4 | 22:45 | 4:8    |

### Abschlusstabelle Gruppe B
|    | Klub             | Sp | S | U | N | Tore  | Punkte |
| -- | ---------------- | -- | - | - | - | ----- | ------ |
| 1. | Kölner EC        | 6  | 4 | 0 | 2 | 38:25 | 8:4    |
| 2. | ESV Kaufbeuren   | 6  | 4 | 0 | 2 | 29:25 | 8:4    |
| 3. | SB Rosenheim     | 6  | 2 | 1 | 3 | 18:25 | 5:7    |
| 4. | ERC Freiburg (N) | 6  | 1 | 1 | 4 | 17:27 | 3:9    |

Abkürzungen: Sp = Spiele, S = Siege, U = Unentschieden, N = Niederlagen, (N) = Neuling, (M) = Titelverteidiger

Erläuterungen:       = Play-offs,       = Saison beendet.

### Beste Scorer
| Spieler         | Team        | Spiele | Tore | Assists | Punkte |
| --------------- | ----------- | ------ | ---- | ------- | ------ |
| Erich Kühnhackl | EV Landshut | 42     | 35   | 52      | 87     |

## Play-offs

### Platzierungsspiele
Die Platzierungsspiele wurden jeweils in Hin- und Rückspiel bei Berücksichtigung der Tordifferenz ausgetragen.

#### 1. Runde
|                 |   |                  | Serie | 1   | 2         |
| --------------- | - | ---------------- | ----- | --- | --------- |
| Düsseldorfer EG | – | SB Rosenheim     | 3:7   | 2:3 | 1:4       |
| ERC Freiburg    | – | Schwenninger ERC | 9:8   | 6:2 | 3:6 n. V. |

#### Spiel um Platz 7
|                 |   |                  | Serie | 1   | 2         |
| --------------- | - | ---------------- | ----- | --- | --------- |
| Düsseldorfer EG | – | Schwenninger ERC | 12:11 | 7:4 | 5:7 n. V. |

#### Spiel um Platz 5
|              |   |              | Serie | 1   | 2    |
| ------------ | - | ------------ | ----- | --- | ---- |
| ERC Freiburg | – | SB Rosenheim | 7:21  | 3:6 | 4:15 |

### Halbfinale
|             |   |                | Serie | 1   | 2         | 3    | 4   | 5   |
| ----------- | - | -------------- | ----- | --- | --------- | ---- | --- | --- |
| EV Landshut | – | ESV Kaufbeuren | 3:2   | 2:7 | 1:5       | 10:2 | 8:2 | 3:0 |
| Kölner EC   | – | Mannheimer ERC | 3:0   | 7:3 | 3:2 n. V. | 4:0  | –   | –   |

### Spiel um Platz 3
|                |   |                | Serie | 1   | 2   |
| -------------- | - | -------------- | ----- | --- | --- |
| ESV Kaufbeuren | – | Mannheimer ERC | 6:10  | 2:4 | 4:6 |

### Finale
|           |   |             | Serie | 1   | 2   | 3   | 4   | 5   |
| --------- | - | ----------- | ----- | --- | --- | --- | --- | --- |
| Kölner EC | – | EV Landshut | 3:2   | 5:4 | 4:6 | 2:3 | 4:3 | 5:0 |

## Kader des Deutschen Meisters
| Deutscher Meister Kölner EC | Torhüter: Helmut de Raaf, Peter Zankl Verteidiger: Udo Kießling, Toni Forster, Uwe Krupp, Richard Trojan, Peter Gailer, Werner Kühn, Uli Hiemer Angreifer: Rainer Philipp, Drew Callander, Miroslav Sikora, Christoph Augsten, Jörg Lautwein, Marcus Kuhl, Holger Meitinger, Gerd Truntschka, Jörg Parschill, Peter Schiller, Guido Lenzen, Rob Tudor Cheftrainer: Jozef Golonka |